# Jack Sock
Jack Sock (Lincoln, 24 de setembro de 1992) é um ex-tenista profissional norte-americano. Durante sua carreira chegou ao top 10 nos dois rankings mundiais da ATP, já que em 2018 foi número 2 nas duplas e em 2017 alcançou o número 8 em simples.

## Carreira

### Jogos Olímpicos do Rio de Janeiro em 2016
Jack Sock disputou os torneios de tênis nos Jogos Olímpicos de Verão de 2016, no Rio de Janeiro, que foram disputados entre 6 e 14 de agosto de 2016, no Centro Olímpico de Tênis, no Parque Olímpico da Barra, na Barra da Tijuca.
E em Simples, ele perdeu na primeira rodada para o japonês Taro Daniel, por duplo 6-4.
Porém em Duplas Masculinas, fez uma sólida parceria com o compatriota Steve Johnson, avançando na chave e conquistando a medalha de bronze.
Já nas Duplas mistas, jogando ao lado da compatriota Bethanie Mattek-Sands, ganhou o Ouro numa final estadunidense contra Venus Williams e Rajeev Ram.

### Conquistas
Em simples, conquistou 4 títulos em 8 finais que esteve presente, sendo o Masters 1000 de Paris de 2017 a maior conquista.
Nas duplas masculinas, ganhou 8 títulos em 18 decisões que disputou, sendo o do Torneio de Wimbledon de 2014 o maior deles.
Já em duplas Mistas, triunfou no US Open de 2011, quando conquistou o título da competição.

### Aposentadoria
No dia 27 de agosto de 2023, anunciou a sua aposentadoria do tênis em uma publicação no seu perfil do Instagram.

## Títulos

### Grand Slam finais

#### Duplas: 1 (1–0)
| Titulo  | Ano  | Campeonato | Piso  | Parceiro       | Oponentes            | Placar                            |
| ------- | ---- | ---------- | ----- | -------------- | -------------------- | --------------------------------- |
| Campeão | 2014 | Wimbledon  | Grama | Vasek Pospisil | Bob Bryan Mike Bryan | 7–6(7–5), 6–7(3–7), 6–4, 3–6, 7–5 |

#### Duplas Mistas: 1 (1–0)
| Título  | Ano  | Campeonato | Piso | Parceira      | Oponentes                    | Placar                |
| ------- | ---- | ---------- | ---- | ------------- | ---------------------------- | --------------------- |
| Campeão | 2011 | US Open    | Dura | Melanie Oudin | Gisela Dulko Eduardo Schwank | 7–6(7–4), 4–6, [10–8] |

## ATP finais

### Simples: 1 (1 título)
| Campeão – Legenda                 |
| --------------------------------- |
| Grand Slam (0–0)                  |
| ATP World Tour Finals (0–0)       |
| ATP World Tour Masters 1000 (0–0) |
| ATP World Tour 500 Series (0–0)   |
| ATP World Tour 250 Series (1–0)   |

| Títulos por Piso |
| ---------------- |
| Duro (0–0)       |
| Saibro (1–0)     |
| Grama (0–0)      |
| Carpete (0–0)    |

| Posição | N. | Data                | Campeonato                               | Piso   | Oponente    | Placar              |
| ------- | -- | ------------------- | ---------------------------------------- | ------ | ----------- | ------------------- |
| Campeão | 1. | 12 de abril de 2015 | U.S. Men's Clay Court Championships, EUA | Saibro | Sam Querrey | 7–6(11–9), 7–6(7–2) |

### Duplas: 8 (4 títulos, 4 vices)
| Campeão – Legenda                 |
| --------------------------------- |
| Grand Slam tournaments (1–0)      |
| ATP World Tour Finals (0–0)       |
| ATP World Tour Masters 1000 (1–2) |
| ATP World Tour 500 Series (0–1)   |
| ATP World Tour 250 Series (2–1)   |

| Títulos por Piso |
| ---------------- |
| Duro (3–4)       |
| Saibro (0–0)     |
| Grama (1–0)      |
| Carpete (0–0)    |

| Posição | N. | Data                    | Campeonato                                           | Piso     | Parceiro       | Oponentes                    | Placar                            |
| ------- | -- | ----------------------- | ---------------------------------------------------- | -------- | -------------- | ---------------------------- | --------------------------------- |
| Vice    | 1. | 24 de fevereiro de 2013 | U.S. National Indoor Tennis Championships, EUA       | Duro (c) | James Blake    | Bob Bryan Mike Bryan         | 1–6, 2–6                          |
| Campeão | 1. | 3 de março de 2013      | Delray Beach International Tennis Championships, EUA | Duro     | James Blake    | Max Mirnyi Horia Tecău       | 6–4, 6–4                          |
| Campeão | 2. | 7 de julho de 2014      | Wimbledon, Reino Unido                               | Grama    | Vasek Pospisil | Bob Bryan Mike Bryan         | 7–6(7–5), 6–7(3–7), 6–4, 3–6, 7–5 |
| Campeão | 3. | 27 de julho de 2014     | Atlanta Tennis Championships, EUA                    | Duro     | Vasek Pospisil | Steve Johnson Sam Querrey    | 6–3, 5–7, [10–5]                  |
| Vice    | 2. | 17 de agosto de 2014    | Cincinnati Masters, EUA                              | Duro     | Vasek Pospisil | Bob Bryan Mike Bryan         | 3–6, 2–6                          |
| Vice    | 3. | 19 de outubro de 2014   | If Stockholm Open, Estocolmo, Suécia                 | Duro (c) | Treat Huey     | Eric Butorac Raven Klaasen   | 4–6, 3–6                          |
| Campeão | 4. | 21 de março de 2015     | Indian Wells Masters, EUA                            | Duro     | Vasek Pospisil | Simone Bolelli Fabio Fognini | 6–4, 6–7(3–7), [10–7]             |
| Vice    | 4. | 4 de abril de 2015      | Miami Masters, EUA                                   | Duro     | Vasek Pospisil | Bob Bryan Mike Bryan         | 3–6, 6–1, [8–10]                  |